# Asistencia judicial
Asistencia judicial es la admisión y ejecución de una orden judicial o la solicitud de un tribunal de una jurisdicción a un tribunal de otra jurisdicción. Tal admisión a veces requiere un tratado entre los gobiernos de las dos jurisdicciones. Sin un tratado, la asistencia judicial también puede tener lugar en casos individuales sobre una base ad hoc. En common law jurisdicciones, si un tratado de asistencia judicial no está vigente, la orden extrajurisdiccional solo puede ser admitida como evidencia en litigios separados que cubren el mismo asunto.

## Órdenes comunes en asistencia judicial
- Servicio de documentos
- Tomando evidencia
- Licencia de matrimonio & Divorcio
- Laudo arbitral
- Derecho de retención
- Daños
- Liquidación